# FIRE运动
FIRE运动（Financial Independence, Retire Early；即经济独立，提前退休）是一种以经济独立和提前退休为目标，以及重視幸福感多於對物質的滿足的一种生活方式。该运动在2010年代逐渐开始流行，通过在线上社区，如博客、播客、论坛等，获得网民关注。
那些想经济独立、提前退休的人们通过增加收入或减少支出来最大化存款比率。这样做是为了积攒的财产所产生的被动收入能作为终身年金中的日常开支。 很多FIRE运动的追随者建议把4% 法则作为参考，即假設該存款有4%投資回報，按照這樣計算，就相當於是把等同于年支出的25倍设定为存钱目标。 一实现经济独立，有偿工作将变成可有可无，将会允许比做传统工作退休的年龄提前数十年。25倍不代表沒有工作25年後就會花光積蓄，而是在至少這個倍率下量變能引起質變，在投資得當、市場良好以及不超額支出的大前提下可以實現資金永不枯竭，甚至越來越多。

## 背景
通过比大部分财产规划师所建议的10~15%的存钱比率更激进的存钱方式来实现FIRE。 假定收入和支出稳定，以及忽略投资所带来的回报/利润/分红，可知：
- 存款比率为10%时，需要工作 (1-0.1)/0.1 = 9 年来保存1年所需的生活开支。
- 存款比率为25%时，需要工作 (1-0.25)/0.25 = 3 年来保存1年所需的生活开支。
- 存款比率为50%时，需要工作 (1-0.5)/0.5 = 1 年来保存1年所需的生活开支。
- 存款比率为75%时，需要工作 (1-0.75)/0.75 = 0.33 年来保存1年所需的生活开支。

通过这个例子，可得出退休时间随存款比率的增加而提前。据此，追求FIRE的人会尝试把50%以上的收入存起来。  根据“4%安全支出规则”所推荐的内容，当存款比率为75%的时候，只需要工作不到10年时间即可存平均年支出25倍的金额。

## 历史
FIRE运动背后的主要观点是在1992年畅销书Your Money or Your Life（Vicki Robin， Joe Dominguez著, as well as the 2010 book Early Retirement Extreme by Jacob Lund Fisker.）。 这些著作为读者提供了使用投资带来的回报度过简约生活来实现经济独立的基本模板。 尤其后者描述了存款比率和退休时间之间的关系，使得个人能够根据书中提供的收支等级数据快速规划退休计划。
自2011年起，Mr. Money Mustache 是在通过节俭早日退休产生兴趣以及推动该运动方面有影响力的博客。 其他书籍、博客、播客继续提炼FIRE的概念，包括与Vicki Robin密切合作的Grant Sabatier所著的Financial Freedom把副业作为加速经济独立的概念推广开来。. 在2018年，FIRE运动获得了主流传统媒体的大量关注。 根据当年晚些时候由Harris Poll主导的调查，45岁以上较富裕的11%的美国人曾听说过FIRE运动，而26%的知道其概念。

## 批判
一些批评家指出：FIRE运动只适合富人。指出了在低收入时很难实现FIRE运动所需要的高存款比率。 另一个常见的批评是，早期参与FIRE运动而退休的人没有足够存款以退休。因为FIRE中的退休阶段很可能持续70年，批评家指出为30岁就能退休而发展的4%法则不适合施行，而需要更高的比例，比如5%、6%甚至更高。这些批评家是根据横跨多年的经验得出这些结论的，但這個批評只是針對4%法則過於樂觀，而並非FIRE運動本身。